# Anders Erik Ramsay
Anders Erik Ramsay, född 1646a, död 15 maj 1735a på Jackarby i Borgå, var en svensk militär och ämbetsman.
Ramsay kom i krigstjänst 1664, blev kornett vid Wolmar Wrangels kavalleriregemente 1665, löjtnant vid Hans Christoffer Kock von Crimsteins regemente samma år och förordnades 1669 efter arméns hemkomst från Bremen till ryttmästare vid Nylands kavalleriregemente i ryttmästare Stålhanes ställe. Mot förmodan blev denne återställd från sin sjukdom och återtog sin tjänst. År 1674 blev han dock åter ryttmästare vid regementet. När Skånska kriget började var Ramsay ryttmästare vid Nylands och Tavastehus läns kavalleri, och deltog i slaget vid Halmstad, slaget vid Lund och slaget vid Landskrona. Han blev 1678 major, 1684 överstelöjtnant, och 1700 överste för Nylands och Tavastehus läns fördubblingskavalleri då han bistod med sina trupper under anfallet mot Borgå.
I maj 1713 efterträdde Ramsay Otto Wilhelm Löwen som landshövding i Västerbotten och blev till följd av krigen även generalmajor över soldaterna i Västerbotten. Ryssarna hade det året intagit större delen av Finland, och Ramsay samlade de svenska styrkorna utanför Umeå, som var residensstad, eftersom man befarade att Ryssland skulle försöka vinna även den sidan om Bottenviken. Ryssfaran föranledde regeringen 1714 att sända beväpnade fartyg att patrullera den svenska kusten, och till följd därav sändes större delen av de svenska soldaterna utanför Umeå iväg på andra uppdrag på Ramsays order. Den 18 september 1714 landsteg ryssarna på Holmön och hade dagen därpå tagit sig över till fastlandet där de nått Umeälven. Hos de kvarvarande svenska soldaterna utbröt panik och de övergav Umeå - samtidigt lämnade de regementskassan om 4200 dalar kopparmynt kvar som ryssarna tog. Den 20 september 1714 hade ryssarna nått Umeå stad, som de brände ner (rysshärjningarnas början för Umeå).
Karl XII beslutade 1717 att suspendera Ramsay från landshövdingeämbetet och utreda hans roll i ryssanfallet tre år tidigare, varvid han arresterades. Året därpå dömdes han för sin försummelse och sina misslyckanden, men kungen hann inte fastställa något straff innan han avled samma år. I januari 1719 frigavs Ramsay, och slog sig ner på hustruns gods Jackarby där han avled.
Anders Erik Ramsey var yngsta barnet till majoren Johan Ramsay, och det enda barn som föddes i äktenskapet med hans mor Dorotha von Kahlden från Rügen. Fadern avled när Anders Erik Ramsay var två år. Hans båda äldre bröder Hans och Claës Ramsay var båda ryttmästare. I enlighet med bestämmelserna i Norrköpings arvförening, delade Anders Erik Ramsey och hans bröder faderns gods år 1672, varvid han fick gods i Finland. Ramsay var gift med Dorothea Ritter vars far var överste för Tavastehus infanteriregemente och vars mor tillhörde ätten Boije af Gennäs. De fick tio barn varav de två sönerna också gjorde militära karriärer. Bland dem märks Johan Carl Ramsay.